# 四兄弟联盟
四兄弟联盟是由罗兴亚团结组织、若开罗兴亚救世军、罗兴亚伊斯兰阵线和若开罗兴亚军四家罗兴亚人民兵组织组成的联盟。据孟加拉国消息人士称，该联盟由迪尔·穆罕默德领导。
该组织据称是巴基斯坦的代理人组织。然而，并无任何证据。该组织的主要目标是争取少数民族罗兴亚人的权利。

## 军事活动
2025年2月，该联军在孟都以北地区与若开军交战，其人数为300至400人。若开军试图将叛乱分子从孟都以北地区清除，但罗兴亚武装分子仍继续活跃于该地区。